# Église Saint-Martin de Saint-Martin-de-Seignanx
L'église Saint-Martin se situe sur la commune de Saint-Martin-de-Seignanx, dans le département français des Landes.

## Présentation

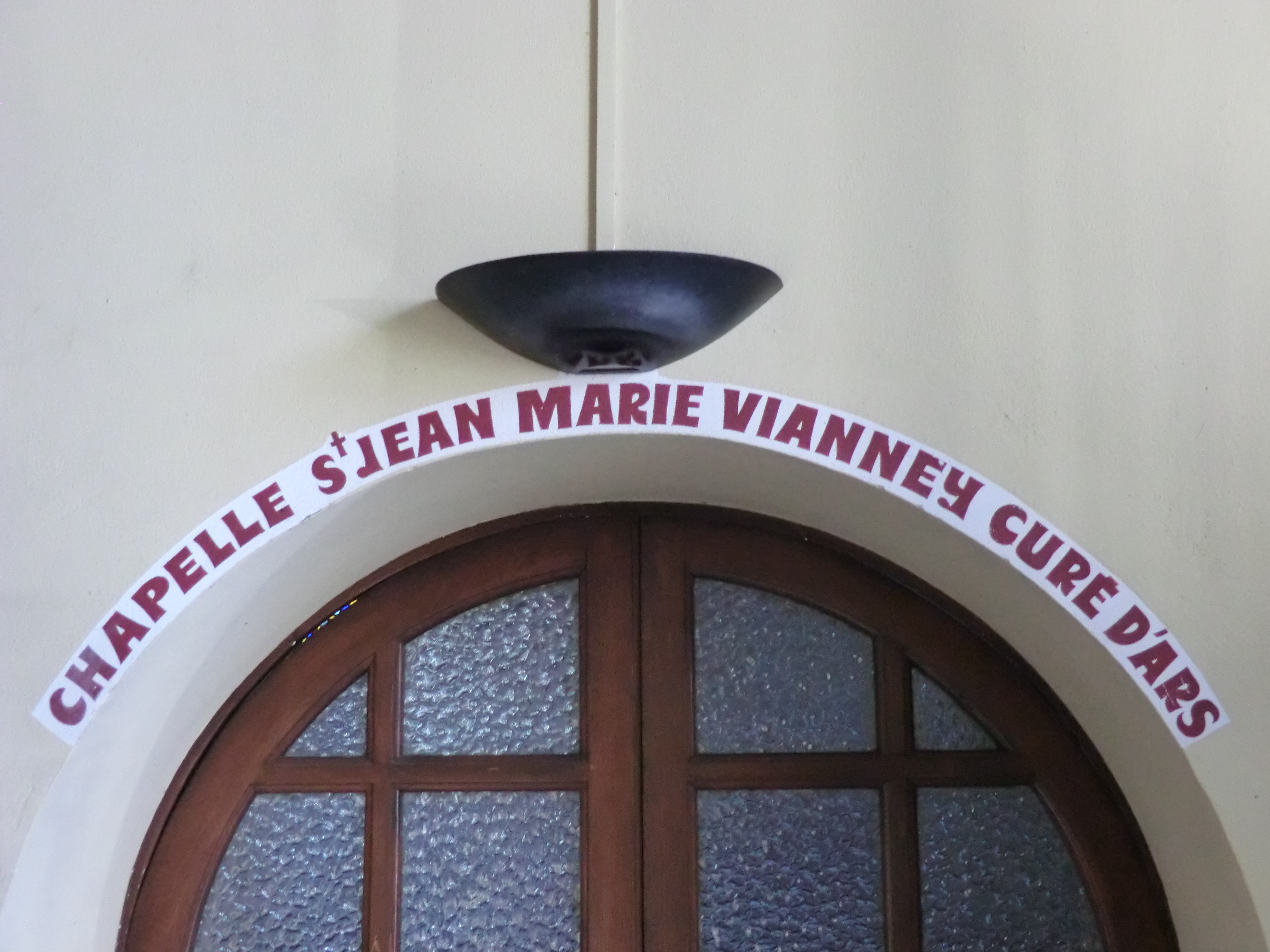
Entrée de la chapelle de l’église.

La chapelle de cette église est dédiée à Saint Jean-Marie Vianney, curé d'Ars dans l'Ain.

## Protection
Le monument fait l'objet d'une inscription à l'inventaire général des monuments historiques. 